# Víctor Ocampo
Pour les articles homonymes, voir Ocampo.
Ocampo  Giraldo est un nom espagnol. Le premier nom de famille, en général paternel, est Ocampo ; le second, en général maternel, souvent omis, est Giraldo.
Víctor Ocampo Giraldo, né le 19 juin 1999 à El Carmen de Viboral, est un coureur cycliste colombien. Il évolue au sein de l'équipe Medellín-EPM depuis 2022.

## Palmarès et résultats

### Palmarès par année
- 2017
  - Tour du Portugal juniors[1],[2]
  - Vuelta a Antioquia Juvenil[3]
- 2020
  - Trophée Guerrita[4]
- 2021
  -  Champion de Colombie du contre-la-montre espoirs
  - 3e étape de la Vuelta de la Juventud (contre-la-montre)
- 2022
  - 3e étape de la Vuelta al Tolima
  - 5e étape du Tour du Venezuela
  - 2e de la Vuelta a Formosa
  - 3e de la Clásica de El Carmen de Viboral
- 2023
  - 1re étape de la Clásica de Rionegro (contre-la-montre par équipes)
  - 1re étape du Tour du Panama (contre-la-montre par équipes)

### Classements mondiaux
| Année                                 | 2021  | 2022  | 2023 | 2024  |
| ------------------------------------- | ----- | ----- | ---- | ----- |
| Classement mondial                    | 1319e | 1126e | 856e | 2427e |
| UCI America Tour                      | 203e  | 140e  | nc   | nc    |
|                                       |       |       |      |       |
| Légende : nc = non classéSource : UCI |       |       |      |       |